# Roia

Un vento grave d'ottoni

mortifica il mio canto,

e tu soffri a grembo aperto

la voce disumana.
Da me divisa s'autunna

ai moti estremi giovinezza

e dichina.
La sera è qui, venuta ultima,

uno strazio d'albatri;

il greto ha tonfi, sulla foce,

amari, contagio d'acque desolate.
Lievita la mia vita di caduto,

esilio morituro.
Salvatore Quasimodo, in Oboe sommerso
(Ugo Foscolo, Ultime lettere di Jacopo Ortis)
Il Roia (anche Roja; in francese Roya, in roiasco/brigasco/ventimigliese Röia/Ròia) è un fiume italo-francese lungo 59 km che scorre nel suo tratto finale in Liguria.

## Il corso del fiume
]

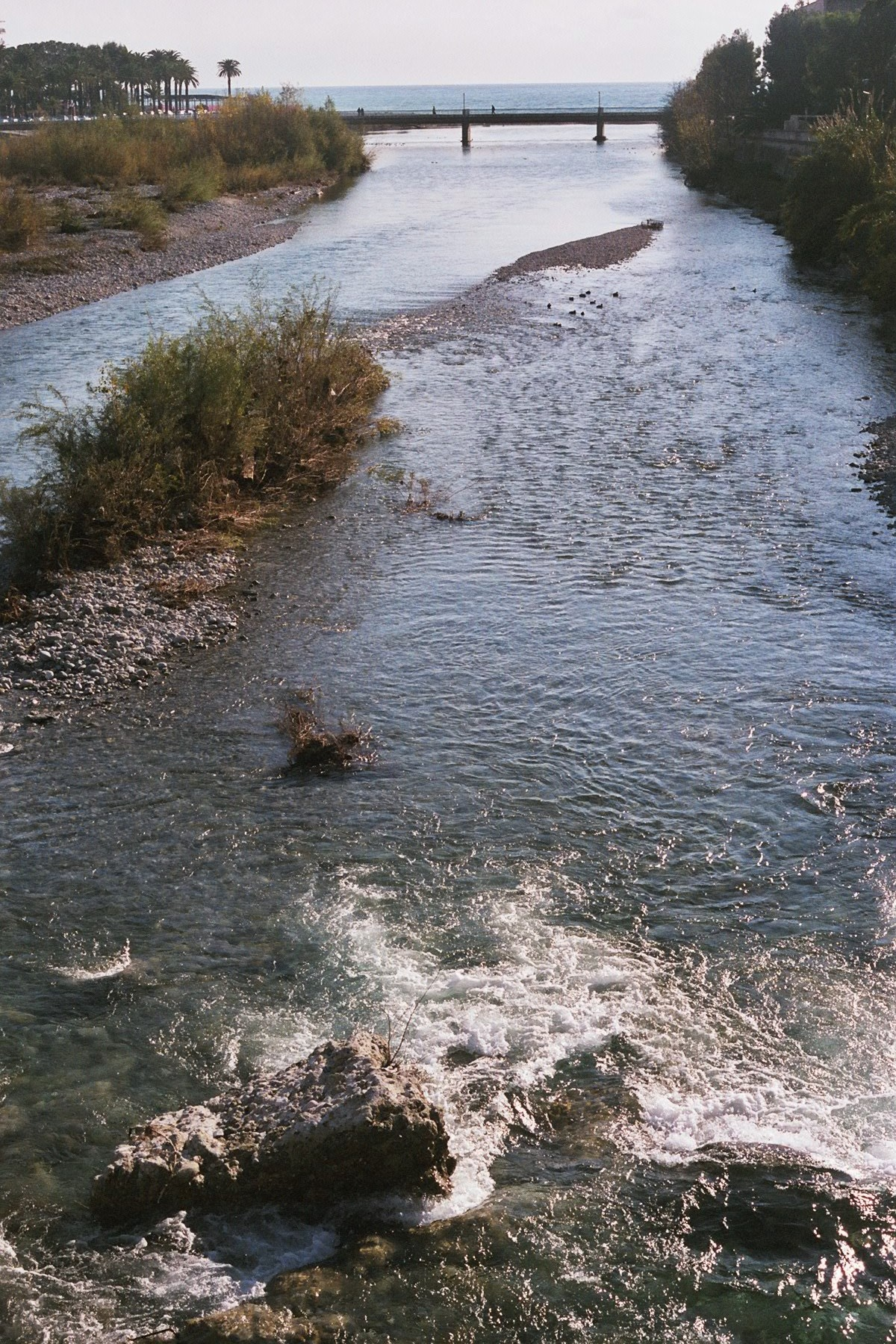
Il Roia presso Ventimiglia [nota: passerella sullo sfondo distrutta da alluvione 2020

Nasce dalle Alpi Marittime in territorio francese dal Colle di Tenda (1908 m), ricevendo presso Tenda l'apporto del torrente Refrèei. 
In questo primo tratto scorre in un alveo molto ripido con sembianze di torrente alpino, bagnando Tenda e San Dalmazzo di Tenda. 
Superato un primo tratto molto incassato bagna il comune di Fontan, ricevendo da destra il rio Caïros e da sinistra il torrente Bendola, per poi formare le gole di Saorgio, uno spettacolare canyon scavato nella roccia. Giunto a Breil-sur-Roya - Breglio viene poi sbarrato da una diga e forma un piccolo lago artificiale. Da Piena Bassa (con una portata copiosa di circa 15 mc/sec) il fiume perde buona parte delle acque a causa di massicce sottrazioni per scopi idroelettrici. Nei pressi di Fanghetto il fiume entra in territorio italiano e con corso di nuovo molto incassato prosegue sino a Trucco, dove la valle si apre facendo formare al fiume un ampio conoide alluvionale. Tra Varase e Bevera recupera dalla destra idrografica buona parte della propria portata grazie alla restituzione delle acque effettuata dalla centrale idroelettrica di Bevera, quella posta più a valle tra gli impianti che sfruttano le sue acque.
Dopo l'apporto da destra del torrente Bevera (2,6 mc/sec) suo principale affluente, il letto del fiume si allarga ancora e, contenuto entro due alte spallette in cemento, si appresta ad attraversare Ventimiglia (dividendone il moderno centro della città, a sinistra, dal quartiere della Marina San Giuseppe, a destra) per poi sfociare nel Mar Ligure.
Il Roia è uno dei pochi corsi d'acqua liguri che meritano la menzione di fiume. Scorrendo però per 2/3 in territorio francese non può evidentemente essere considerato un fiume esclusivamente ligure.

## Principali affluenti
Gli affluenti sono elencati partendo da monte e andando verso valle.

### Destra idrografica
- Torrente Biogna (sulla cartografia francese La Bieugne), la cui vallata costituisce la parte nord-occidentale del bacino del Roya. Nasce al Lac des Mesches dalla confluenza dei rii di Casterino e de la Minière. La confluenza è a San Dalmazzo di Tenda.
- Torrente Ceva (sulla cartografia francese Torrent la Céva), un breve affluente che sfocia non lontano da Fontan.
- Il rio che percorre il Vallon de Caïros, che raccoglie le acque del versante sud della Cime du Diable e, dopo aver percorso un lungo vallone orientato verso sud-est e che ospita l'omonima Forêt de Caïros, confluisce nel Roia tra Saorgio e Fontan.
- Torrente Lavina, che percorre un ampo vallone ad ovest di Breglio confluendo nella Roya in corrispondenza del piccolo lago artificiale a sud del centro comunale.
- Bevera.

### Sinistra idrografica
- Rio Freddo[4] (sulla cartografia francese Réfrei), che raccoglie le acque dalla zona nord-orientale del bacino del Roia raggiungendo quest'ultimo a Tenda.
- Torrente Levenza, che raccoglie le acque del vallone di Briga Marittima confluendo nel Roia a San Dalmazzo di Tenda. Nasce a Cianessa dalla confluenza del Vallon de la Madone con il Vallon de Marginole.
- Torrente Bendola, che nasce tra il monte Toraggio e la cima di Marta e raggiunge il Roya poco a valle di Saorgio.
- Rio Carlèva (sulla cartografia francese Vallon de Carleva), che raccoglie le acque del vallone dominato dalla Testa dell'Alpe e le convoglia nel Roia a valle di Breglio.
- Rio Mantici o Rio Montixi,[5] che scende da monte Colombin e sfocia nel Roia tra Olivetta San Michele e Airole.

## Regime idrologico
La Roia è uno del fiumi più ricchi d'acqua della Liguria (circa 18 mc/sec alla foce) e rispetto agli altri corsi d'acqua liguri presenta una certa consistenza di portata anche in estate in quanto alimentato da un bacino di alta quota di tipo Alpino ricco di sorgenti e molto innevato d'inverno. 
È In ogni caso un fiume spiccatamente torrentizio, capace di produrre imponenti e talvolta rovinose piene primaverili e soprattutto autunnali. Tra di esse si ricorda quella (di portata duecentennale) avvenuta nella notte tra il 2 e il 3 ottobre 2020, quando il fiume, gonfiato dalle abbondanti precipitazioni e dall'apertura della diga di Casterino ha letteralmente devastato l'alta e media valle (facendo peraltro crollare tre ponti: quello romanico tra Tenda e Saint Dalmas, il ponte detto "del Fanghetto" a Olivetta San Michele e un ponte romano ad Airole) e pesantemente alluvionato alla foce la città di Ventimiglia.

## Storia
Fino al 1860 l'intero corso del Roia era compreso entro i confini del Regno di Sardegna.
Con la cessione della contea di Nizza alla Francia, che assegnò a quest'ultima i comuni di Breglio e Saorgio (attuali Breil-sur-Roya e Saorge), il Roia si trovò a passare il confine di stato due volte, entrando in territorio francese a San Dalmazzo di Tenda per uscirne a Piena Bassa.
Il trattato di pace del 1947 assegnò alla Francia l'alta val Roia e gli ex comuni piemontesi di Tenda e Briga Marittima, spostando nel contempo più a sud il confine franco-ligure: infatti Piena e Libri, già frazioni di Olivetta San Michele, passarono alla Francia.

## Il sito di interesse comunitario
Dal 2005 una parte dell'alveo del Fiume Roia è tutelato come sito di interesse comunitario (SIC) di Tipo B dalla Regione Liguria per Decreto Ministeriale 25 marzo 2005, ai sensi della Direttiva 92/43/CEE (Direttiva Habitat), designato anche come Zona speciale di conservazione; il nome dell'area protetta è Fiume Roia.